# Paracucumaria deridderae
Paracucumaria deridderae is een zeekomkommer uit de familie Cucumariidae.
De wetenschappelijke naam van de soort werd in 1993 gepubliceerd door Massin.